# M/F Frigg Sydfyen
M/F Frigg Sydfyen er navnet på en af AlsFærgens færger. Den sejler på ruten Bøjden-Fynshav.

## Data
- Byggeår: 1984,
- Værft: Svendborg Værft,
- Længde: 70,1 meter,
- Bredde: 12 meter,
- Dybgang: 3,1 meter,
- Antal passagerer: 340,
- Antal køretøjer: 50 personbiler.

| Skib | Spire Denne artikel om skibe eller både er en spire som bør udbygges. Du er velkommen til at hjælpe Wikipedia ved at udvide den. |